# Centre commercial Gamarra
 (août 2016).
Si vous disposez d'ouvrages ou d'articles de référence ou si vous connaissez des sites web de qualité traitant du thème abordé ici, merci de compléter l'article en donnant les références utiles à sa vérifiabilité et en les liant à la section « Notes et références ».
Gamarra est un grand centre commercial et industriel de textiles au Pérou.
Il est localisé dans le district de La Victoria, à Lima, la capitale du Pérou. Il se caractérise par sa grande taille et par sa grande diversité de marchandises. On peut trouver des entrepreneurs, des modestes hommes d’affaires ou même de grandes corporations. Chaque jour, Gamarra reçoit 250 mille visiteurs selon la Chambre de commerce de Gamarra.

## Histoire
L’industrie de vêtements y a commencé en 1892. Le nom vient du prénom de l’épouse du Président José Rufino Echenique, Doña Victoria Tristán.
En 1889, l’Italien Bartolomé Boggio et l’Américain Enrique Price, ont fondé l’Usine de tissus de Santa Catalina, et ont amené au pays les machines les plus modernes. Ils créèrent trois cents emplois. La Victoria est devenu un district durant le mandat du président de la République Augusto Leguía, le 2 février 1920.
En 1950, il existait déjà autour du Jirón Gamarra des magasins formels destinés à la vente de tissus. À cette époque Gamarra, était une zone non commerciale, il s’agissait d´une zone de transit entre les usines de tissus et le grand marché de La Parada. Ce n’est que dans les années 1960 que le nombre d’ateliers de confection et de vente de vêtements devient plus important.
Enfin, en 1972, Gamarra s´agrandit énormément et se formalise, avec l´apparition de nombreuses galeries.

### Organisation
Gamarra est dirigé par un « alcalde » : Elias Cuba. Il est la principale autorité. Ensuite, le contrôle de la zone est fait par les Polices Nationales et municipales du Pérou. Afin d’augmenter la sécurité, Gamarra a été divisé en cinq secteurs spécifiques différents.

#### Compétition
Gamarra, le symbole de l´entrepreneur péruvien est en crise. Les ventes annuelles sont passées de 1,5 milliard de soles, en moyenne par an, entre 2007 et 2011, a environ entre 750 et 900 millions prévues pour 2016. Les ventes des fabricants de vêtements ont diminué à cause de l´entrée de marques fast fashion et l´augmentation des importations de vêtements chinois. Gamarra est le principal point de vente de vêtements à Lima.
Plusieurs événements, comme l´augmentation des importations textiles asiatiques, la chute des exportations et l´arrivée des marques fast fashion au Pérou, ont mis en évidence les erreurs de structure de Gamarra. Les boutiques sont très serrées et la délinquance est en augmentation.